# Cryptosystème

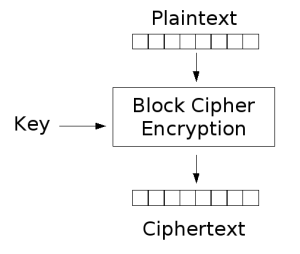
Schéma du fonctionnement d'un système de cryptographie

Un cryptosystème est un terme utilisé en cryptographie pour désigner un ensemble composé d'algorithmes cryptographiques et de tous les textes en clair, textes chiffrés et clés possibles (définition de Bruce Schneier).
Cette dénomination est toutefois ambiguë, car très souvent associée à la cryptographie asymétrique avec l'utilisation d'une clé privée et d'une clé publique pour les opérations de chiffrement et de déchiffrement. Le RFC 2828 déconseille fortement l'utilisation de ce terme pour remplacer « système cryptographique » :
```
  $ cryptosystem
     (D) 
ISDs
 SHOULD NOT use this term as an abbreviation for
     cryptographic system. (For rationale, see: crypto.)
```

## Quelques cryptosystèmes
L'exemple le plus connu de cryptosystème est RSA mais il en existe bien d'autres, parmi lesquels :
- le cryptosystème de ElGamal ;
- le cryptosystème de Rabin ;
- le cryptosystème de Merkle-Hellman ;
- le cryptosystème de Paillier ;
- les cryptosystèmes à courbe elliptique.